# North Star (Ohio)
North Star és una població dels Estats Units a l'estat d'Ohio. Segons el cens del 2000 tenia 209 habitants.

## Demografia
Segons el cens del 2000, North Star tenia 209 habitants, 77 habitatges, i 56 famílies. La densitat de població era de 155,2 habitants/km².
Dels 77 habitatges en un 29,9% hi vivien nens de menys de 18 anys, en un 70,1% hi vivien parelles casades, en un 1,3% dones solteres, i en un 26% no eren unitats familiars. En el 24,7% dels habitatges hi vivien persones soles el 14,3% de les quals corresponia a persones de 65 anys o més que vivien soles. El nombre mitjà de persones vivint en cada habitatge era de 2,71 i el nombre mitjà de persones que vivien en cada família era de 3,28.
Per edats la població es repartia de la següent manera: un 211% tenia menys de 18 anys, un 4,8% entre 18 i 24, un 24,9% entre 25 i 44, un 0% de 45 a 60 i un 21,1% 65 anys o més.
L'edat mediana era de 39 anys. Per cada 100 dones de 18 o més anys hi havia 98,7 homes.
La renda mediana per habitatge era de 50.938 $ i la renda mediana per família de 57.188 $. Els homes tenien una renda mediana de 35.714 $ mentre que les dones 21.719 $. La renda per capita de la població era de 17.917 $. Cap de les famílies i el 5,4% de la població estaven per davall del llindar de pobresa.

## Poblacions més properes
El següent diagrama mostra les poblacions més properes.